# Hiram Powers

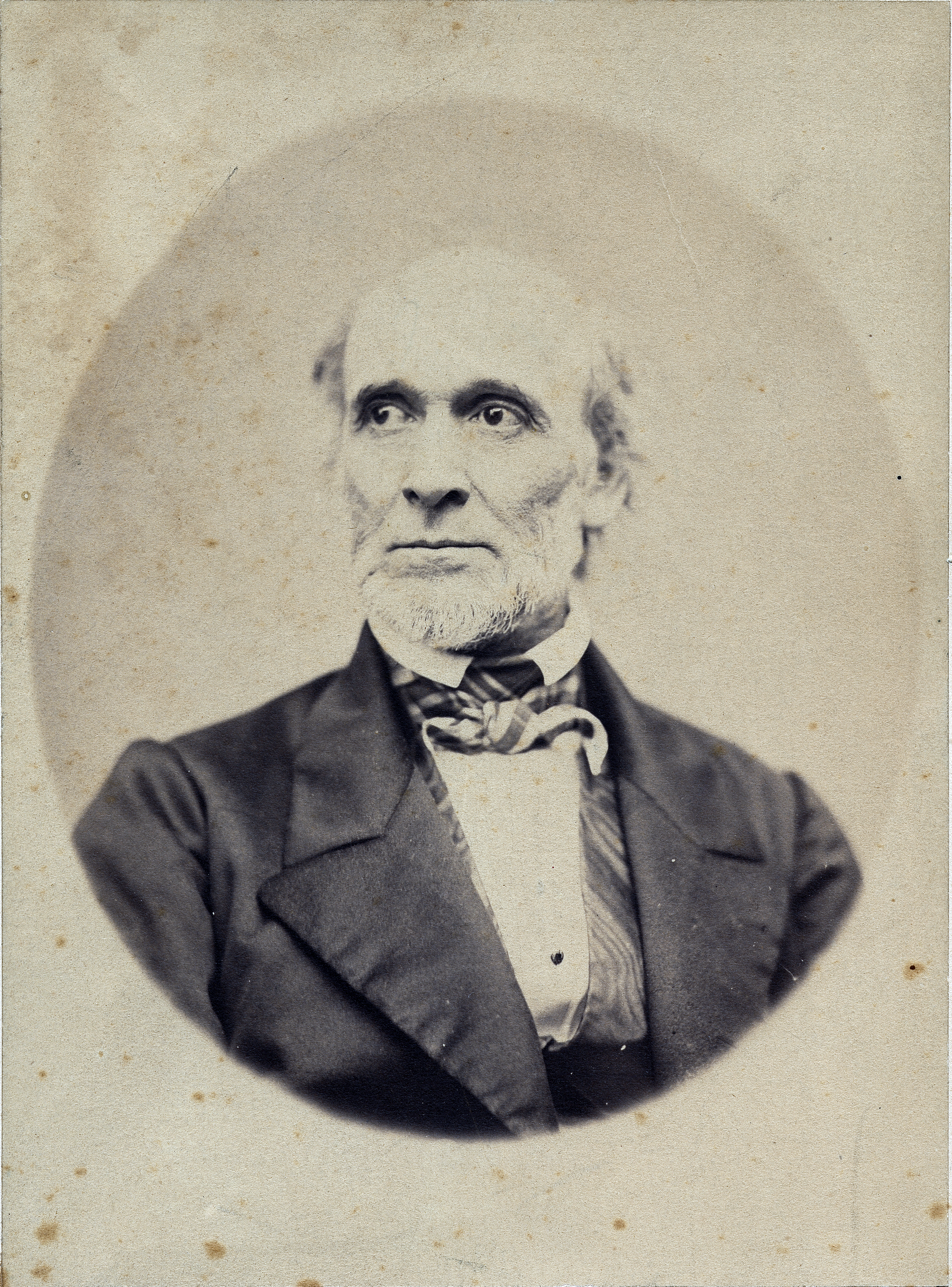
Hiram Powers, Foto 1870

Hiram Powers (* 29. Juli 1805 in Woodstock, Vermont; † 27. Juni 1873 in Florenz) war ein US-amerikanischer Bildhauer des Klassizismus.

## Leben
Powers wuchs als Abkömmling des irischen Dieners Walter Power(s), der 1654 im Alter von 14 Jahren in die Massachusetts Bay Colony eingewandert war, auf einer kleinen Farm nahe dem Ottauquechee River auf. Er war das achte von neun Kindern von armen Eltern, die hart um ihr Auskommen zu ringen hatten. Im Alter von 14 Jahren zog er zu seinem Onkel, einem Rechtsanwalt, der in der Nähe von Cincinnati in Ohio wohnte, und besuchte für ein Jahr eine Schule. Als seine Eltern gestorben waren, bestritt Powers seinen Lebensunterhalt mit verschiedenen Gelegenheitsarbeiten. Unter anderem arbeitete er für den Uhrmacher und Orgelbauer Luman Watson.
Ab 1826 besuchte er in Cincinnati das Atelier des Bildhauers Frederick Eckstein, eines Sohns des Künstlers Johannes Eckstein und Bruder des Malers John Eckstein. Dort begann er, sich als Bildhauer auszubilden. Als solcher wurde er bald Assistent des Naturkundlers Joseph Dorfeuille, der in Cincinnati das Western Museum kuratierte. Ein bekanntes Ausstellungsstück dieses Museums war eine Büste Washingtons von Jean-Antoine Houdon. Ermutigt und inspiriert durch Frances Trollope bereicherte Powers das Museum 1828 durch das Werk Infernal Regions, die audiovisuelle Darstellung einer Szene aus Dantes Inferno. Hierbei handelte es sich um eine spektakuläre Installation aus pandämonischen Wachsfiguren, mechanischem Gerät und Tontechnik.
Am 1. Mai 1832 heiratete er die irischstämmige Elizabeth Gibson. 1834 erhielt er den Auftrag, eine Büste von Robert Hamilton Bishop anzufertigen, des ersten Direktors der 1809 gegründeten Miami University in Oxford, Ohio. Mit seiner Frau lebte Powers für eine Weile in Washington, D.C., wohin er Ende 1834 mit Unterstützung des Mäzens Nicholas Longworth gezogen war, um Porträts führender Amerikaner zu schaffen, und in Boston, Massachusetts. In dieser Zeit erhielt er den Auftrag zu Büsten von John Quincy Adams und Andrew Jackson sowie zu einem Brunnen in Washington, der nicht mehr erhalten ist.
1836 emigrierte Powers mit seiner Frau und seinen zwei kleinen Kindern nach Europa. Nach einem Aufenthalt in Paris kamen sie 1837 nach Florenz, wo die bildhauerischen Werke großer Meister der Renaissance unmittelbar anzuschauen waren, und wohnten in der Nähe des Bildhauer-Ateliers von Horatio Greenough und des Wohnsitzes des Dichterehepaares Robert und Elizabeth Browning, in deren Kreisen sie verkehrten. Zum familiären Umfeld in Florenz zählte ab 1841 auch sein Jugendfreund, der Maler Miner Kilbourne Kellogg. In Florenz wurde Powers’ Sohn Preston (1843–1931) geboren, der ebenfalls Bildhauer wurde. Eine Gelegenheit zu einer ersten Einzelausstellung erhielt Powers 1842 in seiner Heimatstadt Cincinnati, im Hause seines Förderers Longworth, heute Taft Museum of Art. 1853 war eine Gruppe seiner Statuen im New York Crystal Palace ausgestellt.

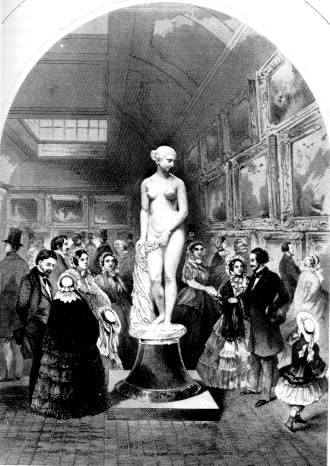
Ausstellung von Powers’ Skulptur Griechische Sklavin in der Düsseldorf Gallery, Kupferstich von Robert Thew, um 1858 – Die Skulptur war Ende 1857 der Hauptgewinn einer Lotterie der Cosmopolitan Art Association, die 1857 die Düsseldorf Gallery samt ihren Bildern übernommen hatte.

Als Ausdruck seiner abolitionistischen Haltung begann Powers 1841 mit seinem Hauptwerk The Greek Slave (Griechische Sklavin). Der 1843 in Gips fertiggestellte, heute im Smithsonian American Art Museum ausgestellte Akt einer griechischen, von Türken geknechteten Sklavin nahm vordergründig zur Frage der Abschaffung der Sklaverei im Osmanischen Reich Stellung. Philhellenistisch lässt sich das Werk als Statement zur Befreiung Griechenlands aus osmanischer Herrschaft deuten, genereller auch als Appell zur Überwindung von Zwang und Despotie. Zeitgenossen lasen es ferner als künstlerische Anklage der Sklaverei in den Vereinigten Staaten. Die Suffragette Lucy Stone sah in der Skulptur ein Symbol männlicher Unterdrückung der Frau. Die Figur hatte großen Erfolg beim Publikum, woraufhin ihr Schöpfer bis in die 1860er Jahre mehrere Kopien fertigte. Das Werk ging in der Antebellum-Zeit, in der sich die politischen Auseinandersetzungen um die Sklaverei verschärften, auf eine Ausstellungstournee in Powers’ Heimatland. Obwohl die Darstellung von Nacktheit dort noch ein gesellschaftliches Tabu war, vermochten die sentimentale moralische Botschaft der Figur und ihre ideale Nacktheit die amerikanische Abneigung gegen Nudität zu überwinden. Als eine Version der Sklavin 1850 in der Ausstellung der Western Art-Union in Cincinnati zur Verlosung anstand, verdoppelte sich die Zahl der Subskribenten des Kunstvereins gegenüber dem Vorjahr auf 3000. Als Publikumsmagnet war sie auch in Ausstellungen und Jahresverlosungen der Cosmopolitan Art Association zu sehen, 1854/1855 in Sandusky, Ohio, 1857 in der Düsseldorf Gallery in New York City. In London wurde die Griechische Sklavin erstmals 1845 ausgestellt, 1851 ein zweites Mal in der Great Exhibition. Eine 1844 vollendete Marmorfassung gelangte in die Kunstsammlung von Raby Castle, England.

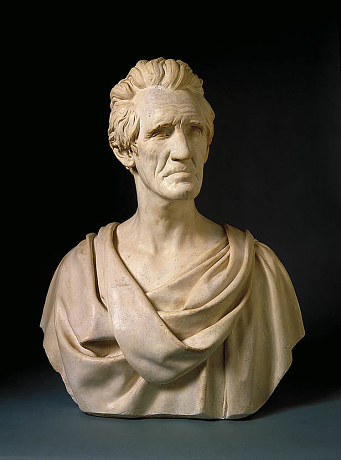
Andrew Jackson, 1835
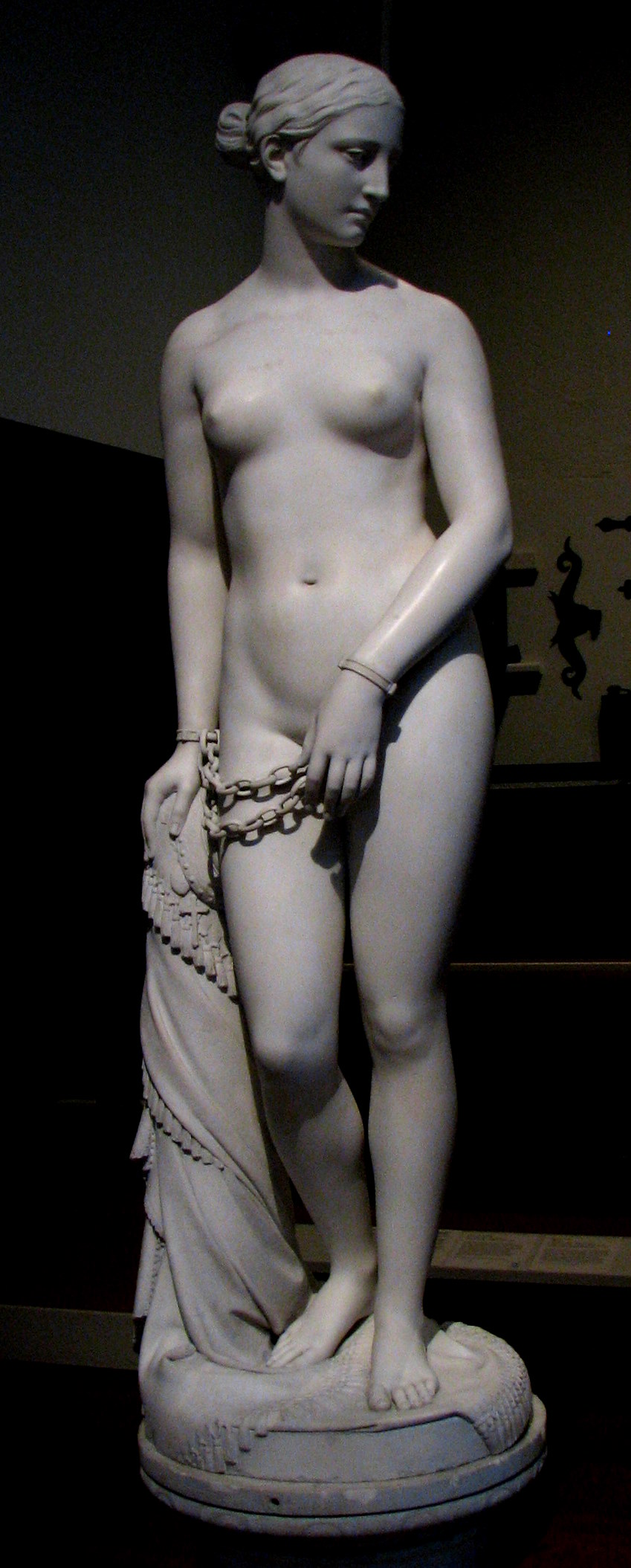
The Greek Slave (Griechische Sklavin), 1851
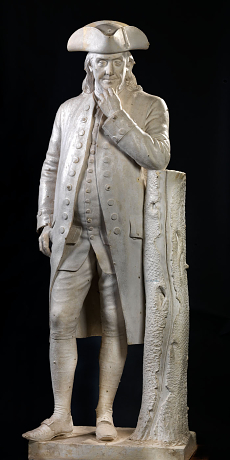
Benjamin Franklin, 1844–1860

1848 begann er mit den Arbeiten zu America, einer marmornen Personifikation der Vereinigten Staaten, dargestellt als schlanke, weibliche Figur mit einer Krone aus dreizehn Sternen, die die Dreizehn Kolonien symbolisierten, welche sich 1776 durch ihre Unabhängigkeitserklärung von ihrer Kolonialmacht losgesagt hatten. Zum Ausdruck gewonnener Freiheit stand America auf gebrochenen Fesseln. 1865 wurde das Objekt bei einem Kaufhausbrand in Brooklyn zerstört.
Powers wurde 1855 zum Mitglied der American Academy of Arts and Sciences gewählt. In Florenz wurde er Lehrer an der Accademia di Belle Arti. Er gelangte als einer der ersten US-amerikanischen Bildhauer des 19. Jahrhunderts zu internationaler Reputation. Seine Werke fanden Eingang in viele Museumssammlungen, unter anderem in die Sammlungen des Metropolitan Museum of Art, des Carnegie Museum of Art, des De Young Museum, des Fogg Art Museum, des Museum of Fine Arts, Boston, und des Weißen Hauses. Eine Statue Benjamin Franklins steht im Kapitol der Vereinigten Staaten. Als Schüler Powers’ wurden die Bildhauer Thomas Ball und Edmonia Lewis bekannt, prägend wurde er darüber hinaus für die Künstler William Page und Nicanor Plaza.
Powers starb 67-jährig in Florenz. Dort wurde er auf dem Cimitero degli Inglesi bestattet. Powers’ zweitgeborener Sohn, Longworth Powers, benannt nach dem Förderer und langjährigen Freund des Vaters, versuchte sich als Bildhauer, machte sich ab 1860 aber als Fotograf einen Namen. Ein weiterer Sohn, William Preston Powers (1843–1931), wurde ebenfalls Bildhauer. Italienische Nachfahren Powers’ waren die Futuristen Thayaht und Ruggero Alfredo Michahelles.